# Liste der Bürgermeister von Bad Mergentheim
Die Liste der Bürgermeister von Bad Mergentheim führt die Bürgermeister der Großen Kreisstadt Bad Mergentheim im Main-Tauber-Kreis im Nordosten von Baden-Württemberg auf. Bad Mergentheim besteht aus der Kernstadt Bad Mergentheim und 13 weiteren Stadtteilen und den Stadtteilen zugehörigen Ortsteilen, die seit der Gemeindereform der 1970er Jahre zu Bad Mergentheim gehören.
An der Spitze der Gemeinde stand ursprünglich der Schultheiß. Nach der Stadterhebung traten an dessen Stelle der Oberamtsbürgermeister und der Unterbürgermeister. 1784 wurde die Stadtverwaltung umgebildet. Danach gab es ein Stadtgericht mit einem Stadtschultheißen als Vorsitzenden. Ihm standen drei Assessoren zur Seite. Nach dem Übergang an Württemberg leitete der Stadtschultheiß, später der Bürgermeister die Stadtverwaltung. Seit 1. April 1975, als Bad Mergentheim Große Kreisstadt wurde, trägt das Stadtoberhaupt die Amtsbezeichnung Oberbürgermeister. Er wird für acht Jahre direkt gewählt. Er ist Vorsitzender des Gemeinderats, der für fünf Jahre gewählt wird.
Die Liste erhebt keinen Anspruch auf Vollständigkeit.

## Bürgermeister
Folgende Personen waren Schuldtheiße, Bürgermeister oder Oberbürgermeister von Bad Mergentheim:
Liste der Schultheiße, Bürgermeister und Oberbürgermeister (Liste noch unvollständig)
- 1784–1791: Rudolf Anton Kleiner
- 1791–1796: Josef Herzberger
- 1796–1809: Karl Adam Taglieber
- 1809–1811: Erasmus Baumgartinger
- 1811–1819: Franz Anton Breitenbach
- 1819–1834: Anton Kober
- 1834–1846: Konrad Erber
- 1846–1855: Franz Degen
- 1855–1870: Karl Josef Bandel
- 1870–1878: Georg Ruf
- 1878–1901: Konrad Merz
- 1901–1928: Karl Theodor Klotzbücher
- 1928–1933: Josef Brönner
- 1933–1945: Albert Küenzlen
- 1945–1946: Karl Josef Herz
- 1946–1950: Lothar Daiker
- 1950–1962: Norbert Schier
- 1962–1995: Elmar Mauch
- 1995–2003: Uwe Hülsmann
- 2003–2011: Lothar Barth
- seit 2011: Udo Glatthaar